# Relations entre l'Inde et la Libye
Les relations entre l'Inde et la Libye sont les relations bilatérales de la république de l'Inde et de l'État de Libye. L'Inde a une ambassade à Tripoli et la Libye a une ambassade à New Delhi.

## Histoire
L'Inde et la Libye entretiennent des liens bilatéraux étroits. L'Inde a établi son ambassade à Tripoli en 1969 et la Première ministre indienne Indira Gandhi a visité la Libye en 1984. Le gouvernement libyen de Mouammar Kadhafi était un membre du Mouvement des non-alignés et un partisan de l'Inde. Kadhafi lui-même avait un profond respect pour Jawaharlal Nehru, qui était également le seul dirigeant non arabe et non africain à être commémoré lors des célébrations du quarantième anniversaire du règne de Kadhafi,,.

## Liens politique
L'Inde a généralement soutenu la Libye dans les forums internationaux. La Libye a soutenu la demande de l'Inde pour un siège permanent au Conseil de sécurité des Nations unies. L'Inde a salué la résolution 1506 de 2003 du Conseil de sécurité des Nations unies qui a levé les sanctions imposées à la Libye. Une série de visites de haut niveau a suivi entre les deux pays jusqu'à l'éviction du régime Kadhafi en 2011,. Pendant la guerre civile libyenne, l'Inde s'est abstenue de voter sur les résolutions 1970 et 1973 du Conseil de sécurité des Nations unies qui autorisaient l'action de l'OTAN en Libye. La réponse de l'Inde à l'assassinat de Kadhafi a également été critiquée comme étant muette,. Bien que l'Inde ait été l'un des derniers pays à reconnaître le Conseil national de transition libyen, elle a accepté de travailler avec le Conseil pour aider à la reconstruction de la Libye. L'Inde a envoyé un ambassadeur à Tripoli en juillet 2012 après avoir fermé sa mission à Tripoli en 2011. Le nouveau Premier ministre libyen Ali Zeidan est un ancien de l'Université Jawaharlal-Nehru de Delhi et un diplomate de carrière qui a servi en Inde à la fin des années 1970 alors que le président, Mohamed Youssef el-Megaryef, était l'ambassadeur de la Libye en Inde de 1978 à 1981,.